# جونگ‌وو
کیم جونگ‌وو (کره‌ای: 김정우؛ زادهٔ ۱۹ فوریه ۱۹۹۸) که با نام جونگ‌وو (کره‌ای: 정우) شناخته می‌شود، خواننده اهل کره جنوبی است. او یکی از اعضای گروه پسرانه ان‌سی‌تی زیر نظر اس‌ام انترتینمنت و زیرگروه‌های آن ان‌سی‌تی ۱۲۷ و ان‌سی‌تی دوجه‌جونگ است. در سپتامبر ۲۰۲۳، او سفیر برند لوکس ایتالیایی تادس شد و به اولین سفیر مرد اهل کره جنوبی برای این برند تبدیل شد.